# Eleonora Abbagnato
Eleonora Abbagnato (Palermo, 30 giugno 1978) è una ballerina, insegnante di danza classica e direttrice artistica italiana. Dal 2013 al 2021 è stata étoile del Balletto dell'Opéra di Parigi e dal 2015 dirige il corpo di ballo del Teatro dell'Opera di Roma.
Nel corso della carriera ha lavorato in produzioni di Roland Petit, Pina Bausch, William Forsythe, John Neumeier, Jiří Kylián, George Balanchine, Jerome Robbins, Maurice Béjart, Angelin Preljocaj e Laurent Hilaire.

## Biografia
Inizia la formazione a Palermo presso l'associazione sportiva dilettantistica Studio di Danza diretta da Marisa Benassai, esordisce in televisione su Rai 1 a 11 anni, ballando in diretta in un programma presentato da Pippo Baudo in coppia con Raffaele Paganini.
A 12 anni si trasferisce a Montecarlo, dove studia nella scuola di Marika Bezobrazova, e nello stesso anno vince il DanzaEuropa, successivamente studia a Cannes nel prestigioso Centre de Danse International di Rosella Hightower.
A 13 anni è in tournée fra Marsiglia e Parigi con La bella addormentata di Roland Petit (nel ruolo di Aurora da bambina). Quindi viene ammessa, dopo un'audizione privata, alla Scuola di danza dell'Opéra di Parigi come borsista.
Nel 1996, appena maggiorenne, si diploma ed entra nel corpo di ballo dell'Opéra, dove si svolge la sua carriera: Coryphée nel '99, Sujet nel 2000, Première Danseuse nel 2001 ed Étoile dal 28 marzo 2013.
Nel 2001 partecipa al video di musica dance Little Scare di Benjamin Diamond insieme al ballerino francese Jéremie Belingard. Nel 2005 partecipa alla seconda parte dello spettacolo di Ficarra e Picone trasmesso da Canale 5 Ma chi ce lo doveva dire?
Nel 2007 esordisce come attrice nel film Il 7 e l'8 di Ficarra e Picone. Sempre nello stesso anno partecipa anche come ballerina per una notte alla quarta puntata della quarta edizione del reality show Ballando con le stelle, condotto da Milly Carlucci, su Rai Uno, ed è protagonista di una puntata del programma Il testimone su MTV. Fa parte della Giuria di Qualità della categoria "Campioni" in occasione del Festival di Sanremo 2008.
Il 18 febbraio del 2009 affianca Paolo Bonolis alla conduzione alla seconda serata del Festival di Sanremo, con lei anche Luca Laurenti e il modello israeliano Nir Lavi. È presente come ballerina nel videoclip di Vasco Rossi intitolato Ad ogni costo uscito il 30 ottobre dello stesso anno.
A novembre 2009 viene pubblicato da Rizzoli il suo libro autobiografico Un angelo sulle punte. Dal 2009 al 2011 è consulente artistica del Teatro Petruzzelli di Bari.
A dicembre 2012 posa per il fotografo Massimo Gatti nel libro totalmente a lei dedicato di Skira editore. Il libro di Eleonora Abbagnato è stato presentato dalla Galleria Robillant Voena l'11 dicembre 2012 ed è arrivato anche a Los Angeles il 17 febbraio presso il Chinese Theatre di Hollywood. Nel febbraio 2013 è stata nuovamente membro della Giuria di Qualità del Festival di Sanremo. Nel maggio 2013 sostituisce Miguel Bosé nel ruolo di coach e caposquadra dei blu nella dodicesima edizione programma di Amici di Maria De Filippi.
Dal maggio 2015 è direttrice del corpo di ballo dell'Opera di Roma e dal 2022 dirige ad interim la scuola di ballo. Nel 2017 torna nel ruolo di giurata  nella sedicesima edizione di Amici di Maria De Filippi.

## Vita privata
Suo padre Elio è stato dirigente del Palermo negli anni ottanta, suo zio Pietro Lo Monaco è un dirigente sportivo, mentre suo nonno materno è stato un calciatore della Sampierdarenese.
Il 13 giugno 2011 si è sposata con il calciatore Federico Balzaretti nella Cappella Palatina del Palazzo dei Normanni di Palermo. Ha due figli, Julia, nata a Palermo il 24 gennaio 2012, e Gabriel, nato a Roma il 3 gennaio 2015.

## Teatrografia

### Compagnia dell'Opera di Parigi

#### Prima ballerina
- L’Arlésienne di Georges Bizet, coreografie di Luigi Bonino. Teatro dell'Opera di Parigi (2010)
- In the Night di Fryderyk Chopin, coreografie di Ben Huys. Teatro dell'Opera di Parigi (2013)
- Le Parc di Goran Vejvoda e Angelin Preljocaj, coreografie di Noémie Perlov e Laurent Hilaire. Teatro dell'Opera di Roma (2015-2016)
- Closer di Philip Glass, coreografie di Sebastien Marcovici. Teatro dell'Opera di Parigi (2016)
- Annonciation di Stephane Roy, coreografie di Claudia De Smet. Teatro dell'Opera di Parigi (2016)
- Le jeune homme et la mort di Roland Petit e Jean Cocteau, coreografie di Roland Petit. Teatro dell'Opera di Parigi (2016-2017)
- La rose malade di Gustav Mahler, coreografie di Roland Petit. Palais des Festivals et des Congrès di Cannes (2017), Teatro del Giglio di Lucca (2018)
- Manon di Jules Massenet, coreografie di Karl Burnett e Patricia Ruanne. Teatro dell'Opera di Parigi (2018)
- Suite en Blanc di Édouard Lalo, coreografie di Claude Bessy. Teatro dell'Opera di Parigi (2018)
- Le Parc Suite di Goran Vejvoda e Angelin Preljocaj, coreografie di Angelin Preljocaj. Teatro del Giglio di Lucca (2018), Opéra de Massy di Massy (2018), Teatro comunale di Ferrara (2019)
- Cheek to cheek di Irving Berlin, coreografie di Roland Petit. Teatro del Giglio di Lucca (2018), Opéra de Massy di Massy (2018), Teatro comunale di Ferrara (2019)
- La rose malade di Gustav Mahler, coreografie di Luigi Bonino. Opéra de Massy di Massy (2018), Teatro comunale di Ferrara (2019)
- Nuit Blanche di Philip Glass, coreografie di Sébastien Bertaud. Teatro dell'Opera di Roma (2019)
- In the Night di Fryderyk Chopin, coreografie di Jean Pierre Frohlich. Teatro dell'Opera di Roma (2020)
- Apollon musagète di Igor' Fëdorovič Stravinskij, nel corso del concerto Il suono delle bellezza. Galleria Borghese di Roma (2021)

#### Coreografa
- Baroque Suite di Benjamin Pech e Eleonora Abbagnato, coreografie di Benjamin Pech e Eleonora Abbagnato. La Nuvola Convention Center di Roma (2021)

### Direttrice artistica
- Teatro Petruzzelli di Bari (2009-2011)

## Filmografia

### Cinema
- À l'école des étoiles, regia di Jérôme Laperrousaz (2003)
- Il 7 e l'8, regia di Giambattista Avellino e Ficarra e Picone (2007)

### Videoclip
- Little Scare di Benjamin Diamond (2001)
- Ad ogni costo di Vasco Rossi (2009)

### Doppiaggio
- Ballerina (2016)

## Televisione
- Il testimone (MTV, 2007)
- 59º Festival di Sanremo (Rai 1, 2009)[20]
- Amici di Maria De Filippi (Canale 5, 2013, 2017, 2022)[21]
- Prodigi - La musica è vita (Rai 1, 2016) giurata
- Amici Speciali (Canale 5, 2020) giudice
- Penso che un sogno così ... (Rai 1, 2021)
- Scuola di danza - I ragazzi dell'Opera (Rai Play, 2023)
- Elisa Buon Natale anche a te (Canale 5, 2023) ballerina
- Eleonora Abbagnato. Una stella che danza (Rai 3, 2024)